# Тау (остров, Американское Самоа)
Тау (англ. Ta‘ū) — крупнейший остров островной группы Мануа, самый восточный вулканический остров архипелага Самоа. Расположен примерно в 10 км к юго-востоку от островов Офу-Олосега и в 110 км к востоку от острова Тутуила. Является частью Американского Самоа. В начале XIX века остров часто называли Опоун.
Административно остров разделён на три округа: Тау, Фалеасао и Фитиута.

## География
Тау представляет собой остаток щитовидного вулкана с кальдерой, подвергнутого сильной эрозии. Имеет трапециевидную форму. Длина острова составляет около 6 км, ширина — около 10 км. Высшая точка Тау — вулкан Лата (966 м), которая одновременно является высшей точкой всего Американского Самоа. Берега обрывистые. С восточной, западной и северной сторон Тау окружён коралловым рифом. В 45 км к востоку от Тау на глубине 592 м находится подводный вулкан Ваилулуу.
Юго-восточная часть острова, включая дождевые леса горы Лата, южное побережье и коралловые рифы в этой части Тау являются частью Национального парка Американского Самоа.
На острове действует аэропорт Фитиута (крупнейший на островах Мануа), расположенный у поселения Фитиута. В северо-западной части Тау находится бухта. Вдоль северного побережья тянется дорога, соединяющая несколько населённых пунктов острова.

## История
Остров Тау был открыт в 1721 году голландским путешественником Якобом Роггевеном. В 1920-е годы на острове вела исследования антрополог Маргарет Мид. В 2016 году компания Tesla объявила о завершении проекта по полному переключению острова Тауа с дизельного топлива на солнечные батареи. Мощность сети составляет 1,4 мегаватт.

## Население
В 2010 году численность населения Тау составляла 790 человек.